# Alma Basket Patti 2022-2023
L'Alma Basket Patti nel 2022-2023 ha disputato il campionato di Serie A2 e i play-off.

## Verdetti stagionali
- Serie A2: (28 partite)

stagione regolare: 4º posto su 14 squadre (18-8);
play-off: eliminata ai quarti di finale da Firenze (0-2).

## Roster
| Alma Basket Patti | Alma Basket Patti |
| Giocatrici        | Staff tecnico     |
| ----------------- | ----------------- |

| 19 | Italia (bandiera)   | C  | Serena De Lise      | 2007 | 190 cm |  |  |
| 00 | Italia (bandiera)   | P  | Erica Degiovanni    | 1999 | 165 cm |  |  |
| 5  | Italia (bandiera)   | A  | Allegra Botteghi    | 1995 | 181 cm |  |  |
| 8  | Italia (bandiera)   | G  | Asia Fiona Morabito | 2005 |        |  |  |
| 9  | Italia (bandiera)   | G  | Sofia Moretti       | 2003 | 170 cm |  |  |
| 10 | Lettonia (bandiera) | C  | Karline Pilabere    | 1990 | 189 cm |  |  |
| 12 | Italia (bandiera)   | A  | Liliana Miccio      | 1989 | 179 cm |  |  |
| 13 | Italia (bandiera)   | A  | Marta Verona        | 1994 | 174 cm |  |  |
| 18 | Italia (bandiera)   | G  | Angelica Bardarè    | 2005 | 176 cm |  |  |
| 22 | Italia (bandiera)   | P  | Vincenza Armenti    | 1999 | 167 cm |  |  |
| 24 | Italia (bandiera)   | G  | Rosaria Sciammetta  | 2002 | 176 cm |  |  |
| 29 | Italia (bandiera)   | AC | Silvia Sarni (C)    | 1987 | 188 cm |  |  |
| 7  | Italia (bandiera)   | C  | Rebecca Francia     | 2002 | 185 cm |  |  |

| Allenatore                                                                 |
| - Mara Buzzanca                                                            |
| Assistente/i                                                               |
| - Laura Perseu Legenda - (C) Capitano Roster Aggiornato al: 30 giugno 2023 |

## Statistiche

### Giocatrici
Campionato (stagione regolare e play-off)
| Giocatrice          | Partite | PG | Minuti | Punti | Tiri da due | Tiri da due | Tiri da due | Tiri da tre | Tiri da tre | Tiri da tre | Tiri liberi | Tiri liberi | Tiri liberi | Rimbalzi | Rimbalzi | Rimbalzi | Palle | Palle | Stoppate | Stoppate | Assist | Falli | Falli | Val. |
| Giocatrice          | Partite | PG | Minuti | Punti | R           | T           | %           | R           | T           | %           | R           | T           | %           | D        | O        | T        | P     | R     | S        | D        | Assist | F     | S     | Val. |
| ------------------- | ------- | -- | ------ | ----- | ----------- | ----------- | ----------- | ----------- | ----------- | ----------- | ----------- | ----------- | ----------- | -------- | -------- | -------- | ----- | ----- | -------- | -------- | ------ | ----- | ----- | ---- |
| Armenti Vincenza    | 23      | 15 | 138    | 13    | 3           | 11          | 27          | 2           | 10          | 20          | 1           | 6           | 17          | 30       | 10       | 40       | 18    | 13    |          |          | 5      | 22    | 8     | 18   |
| Bardaré Angelica    | 28      | 26 | 264    | 37    | 10          | 26          | 38          | 4           | 21          | 19          | 5           | 7           | 71          | 28       | 11       | 39       | 12    | 7     | 2        | 1        | 5      | 30    | 10    | 20   |
| Botteghi Allegra    | 26      | 25 | 831    | 395   | 106         | 204         | 52          | 26          | 82          | 32          | 105         | 116         | 91          | 128      | 38       | 166      | 58    | 45    | 6        | 1        | 45     | 51    | 93    | 465  |
| De Lise Serena      | 8       | 5  | 22     | 3     | 1           | 1           | 100         |             |             |             | 1           | 4           | 25          | 4        | 1        | 5        | 5     |       |          |          |        | 5     | 2     | -3   |
| Degiovanni Erica    | 28      | 27 | 821    | 212   | 58          | 145         | 40          | 20          | 67          | 30          | 36          | 47          | 77          | 85       | 14       | 99       | 80    | 43    | 4        |          | 92     | 78    | 50    | 189  |
| Francia Rebecca     | 18      | 16 | 141    | 20    | 10          | 29          | 34          |             |             |             | 0           | 5           | 0           | 16       | 8        | 24       | 15    | 3     | 1        |          | 5      | 20    | 5     | -3   |
| Miccio Liliana      | 28      | 28 | 926    | 371   | 66          | 141         | 47          | 67          | 195         | 34          | 38          | 47          | 81          | 73       | 20       | 93       | 38    | 39    | 2        | 6        | 55     | 58    | 40    | 294  |
| Morabito Asia Fiona | 1       | 0  |        | 0     |             |             |             |             |             |             |             |             |             |          |          |          |       |       |          |          |        |       |       |      |
| Moretti Sofia       | 28      | 26 | 675    | 238   | 74          | 142         | 52          | 14          | 38          | 37          | 48          | 98          | 49          | 82       | 23       | 105      | 67    | 43    | 4        |          | 46     | 83    | 86    | 222  |
| Pilabere Karline    | 27      | 27 | 759    | 358   | 120         | 259         | 46          | 1           | 15          | 7           | 115         | 158         | 73          | 143      | 66       | 209      | 72    | 30    | 5        | 5        | 30     | 75    | 128   | 412  |
| Sarni Silvia        | 28      | 24 | 555    | 187   | 61          | 143         | 43          | 4           | 17          | 24          | 53          | 72          | 74          | 90       | 43       | 133      | 48    | 13    | 4        | 2        | 36     | 58    | 64    | 211  |
| Sciammetta Rosaria  | 28      | 20 | 189    | 13    | 5           | 16          | 31          | 0           | 3           | 0           | 3           | 8           | 38          | 16       | 5        | 21       | 13    | 18    |          |          | 10     | 32    | 7     | 5    |
| Verona Marta        | 11      | 11 | 356    | 125   | 46          | 98          | 47          | 8           | 32          | 25          | 9           | 14          | 64          | 65       | 29       | 94       | 20    | 8     |          |          | 19     | 27    | 19    | 137  |